# اريك ليبتون
اريك ليبتون (بالإنجليزية: Eric Lipton)‏ هو صحفي أمريكي، ولد في 13 أغسطس 1965 في فيلادلفيا في الولايات المتحدة.